# Берлін (Вермонт)
Берлін (англ. Berlin) — місто (англ. town) в США, в окрузі Вашингтон штату Вермонт. Населення — 2849 осіб (2020).

## Демографія
Згідно з переписом 2010 року, у місті мешкало 2887 осіб у 1125 домогосподарствах у складі 745 родин. Було 1236 помешкань
Расовий склад населення:
| - 97,1 % — білих - 0,5 % — чорних або афроамериканців - 0,4 % — азіатів - 0,1 % — корінних американців |

До двох чи більше рас належало 1,6 %. Частка іспаномовних становила 1,6 % від усіх жителів.
За віковим діапазоном населення розподілялося таким чином: 19,7 % — особи молодші 18 років, 56,7 % — особи у віці 18—64 років, 23,6 % — особи у віці 65 років та старші. Медіана віку мешканця становила 47,7 року. На 100 осіб жіночої статі у місті припадало 87,6 чоловіків;  на 100 жінок у віці від 18 років та старших — 84,5 чоловіків також старших 18 років.
Середній дохід на одне домашнє господарство  становив 73 650 доларів США (медіана — 59 792), а середній дохід на одну сім'ю — 87 910 доларів (медіана — 70 625). Медіана доходів становила 49 539 доларів для чоловіків та 48 182 долари для жінок. За межею бідності перебувало 9,5 % осіб, у тому числі 11,4 % дітей у віці до 18 років та 6,8 % осіб у віці 65 років та старших.
Цивільне працевлаштоване населення становило 1292 особи. Основні галузі зайнятості: освіта, охорона здоров'я та соціальна допомога — 29,2 %, науковці, спеціалісти, менеджери — 12,6 %, публічна адміністрація — 9,2 %, роздрібна торгівля — 8,6 %.